# 西武園駅
西武園駅（せいぶえんえき）は、東京都東村山市多摩湖町四丁目にある、西武鉄道西武園線の駅。駅番号はSK06。
当駅のすぐ北側に埼玉県所沢市との境がある。

## 歴史
当初は、現在の新宿線の一部である村山線の駅として開業した。同線は東村山駅から現在の西武園線のルートを通り、現在路線が北へ向きを変えるところから直進して、現在の多摩湖駅近くにあった村山貯水池駅へと向かっており、当駅は隣接する埼玉県所沢市に開設された村山競輪場（現在の西武園競輪場）の観客輸送のために1950年（昭和25年）5月23日に開業した支線の終着駅であった。
当初は競輪開催時のみ営業する臨時駅であったが、当時西武が進めていた「東村山文化園」構想にとって当駅が重要な駅と見なされるようになったこと、従来の終点である村山貯水池駅を維持するのは駅が多すぎて不合理であること、本線と支線の分岐をつかさどる野口信号所が当駅営業時に列車をさばききれず機能不全を起こしたこと、村山貯水池駅の地元需要が少なかったことから、村山貯水池駅を当駅に統合することが決定され、1951年（昭和26年）3月1日に統合、同時に村山貯水池駅と野口信号所 - 村山貯水池駅間が廃止されて東村山駅 - 西武園駅間が本線となり、当駅も常設駅となった。
1952年（昭和27年）3月25日からは線路名称改正によって西武園線の駅となった。以後、西武園ゆうえんち（2020年まで）や西武園競輪場の最寄り駅として機能し、近年では西進して来た所沢市の分譲住宅地・松が丘への足としても利用されている。

村山貯水池（多摩湖）周辺に展開する鉄道路線・駅の変遷[1][2]

### 年表
当駅と村山貯水池駅とはわずかな間であるが、互いに独立した駅として営業したことがあり、書類上も別駅扱いであるが、現在では同一視して「当駅の前身駅」とされている。以下の年表はそれを考慮したものである。
- 1930年（昭和5年）4月5日 - 西武村山線村山貯水池前駅として開業。ただし、位置は狭山自然公園の東になり、後にできる多摩湖鉄道村山貯水池駅（現：西武多摩湖線多摩湖駅）の近くであった。
- 1941年（昭和16年）3月1日 - 狭山公園駅に改称。
- 1944年（昭和19年）5月10日 - 営業休止。
- 1948年（昭和23年）4月1日 - 村山貯水池駅に改称して営業再開。多摩湖線の村山貯水池駅は狭山公園前駅に改称しているので、駅名を入れ換えた様な形になった。
- 1950年（昭和25年）5月23日 - 野口信号所を設置し、支線を分岐。終点に臨時駅として西武園駅開業。以後、村山貯水池駅と西武園駅は同月から1951年3月まで同時に営業する形となった。
- 1951年（昭和26年）3月1日 - 野口信号所 - 村山貯水池駅間を廃止し、村山貯水池駅を西武園駅に統合。同時に常設駅となる。
- 1952年（昭和27年）3月25日 - 線路名称改正により西武園線の駅となる。
- 1958年（昭和33年）3月16日 - 駅舎焼失[3]。翌月再建。
- 1990年（平成2年）7月10日 - 新駅舎使用開始[4]。

## 駅構造
単式1面1線と島式1面2線のホームを併せ持つ地上駅で、橋上駅舎を持つ。通常使われるのは島式ホーム（2・3番ホーム）の部分で、単式ホーム（1番ホーム）は臨時ホームとなっている。トイレは改札を出て右側にあるが、臨時改札の使用時は改札内になる。「だれでもトイレ」を併設している。夜間（20時50分 - 翌7時15分）は駅員無配置となる。

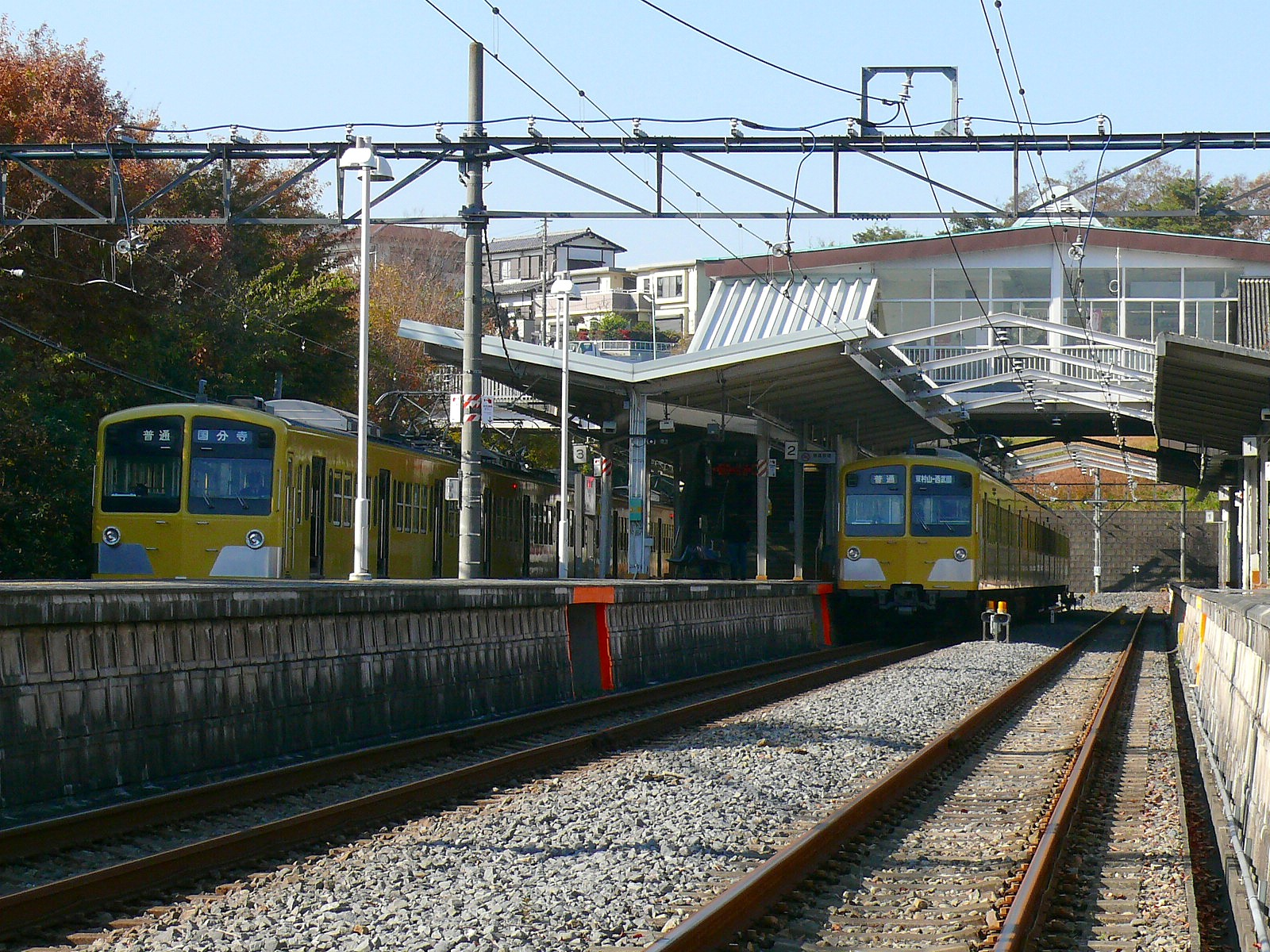
車両が停車しているのが2・3番線。車両が停車していない右側のホームが、臨時ホームの1番線である。（2007年12月7日）
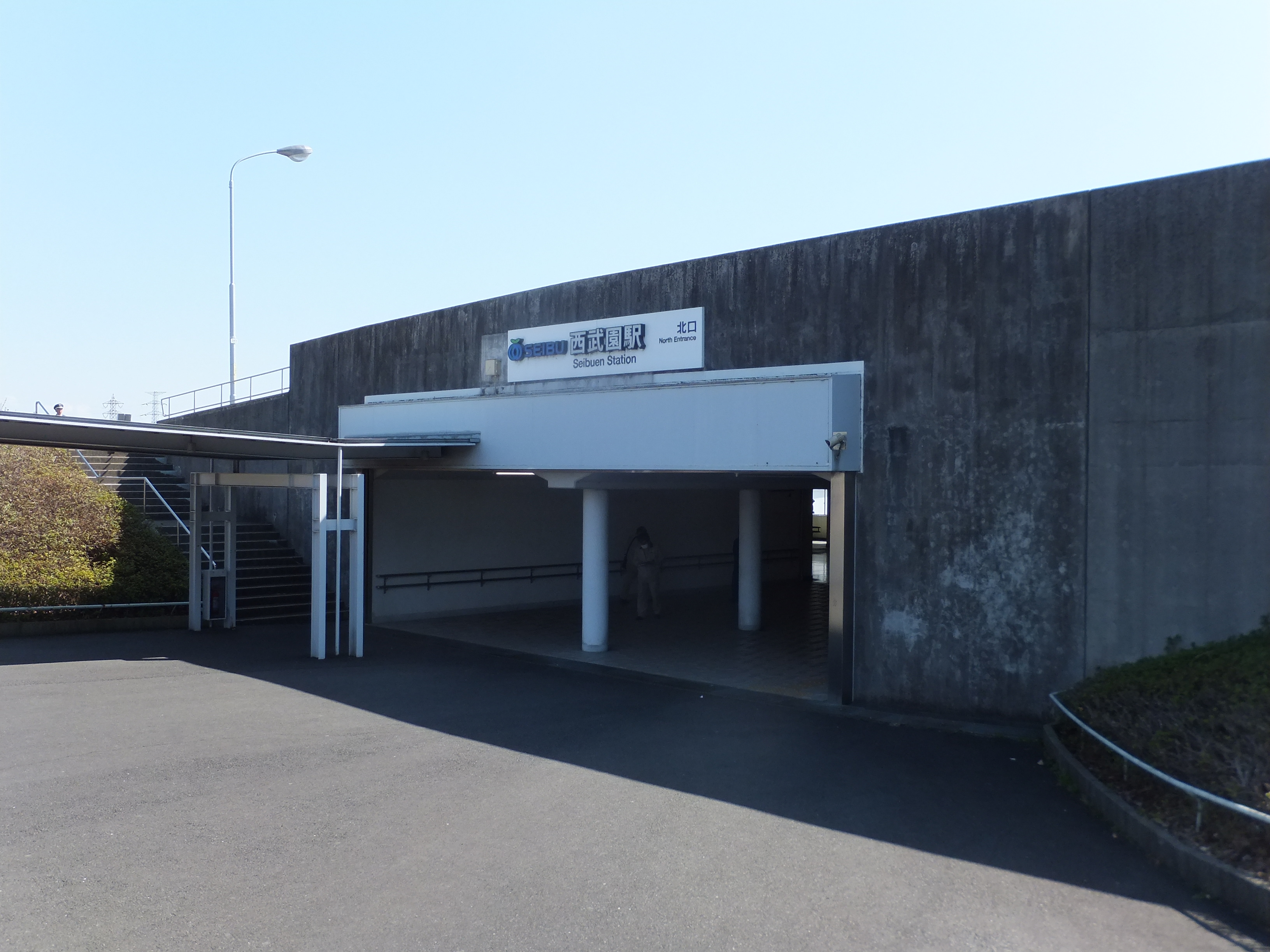
西武園競輪場への最寄となる北口（2016年3月22日）
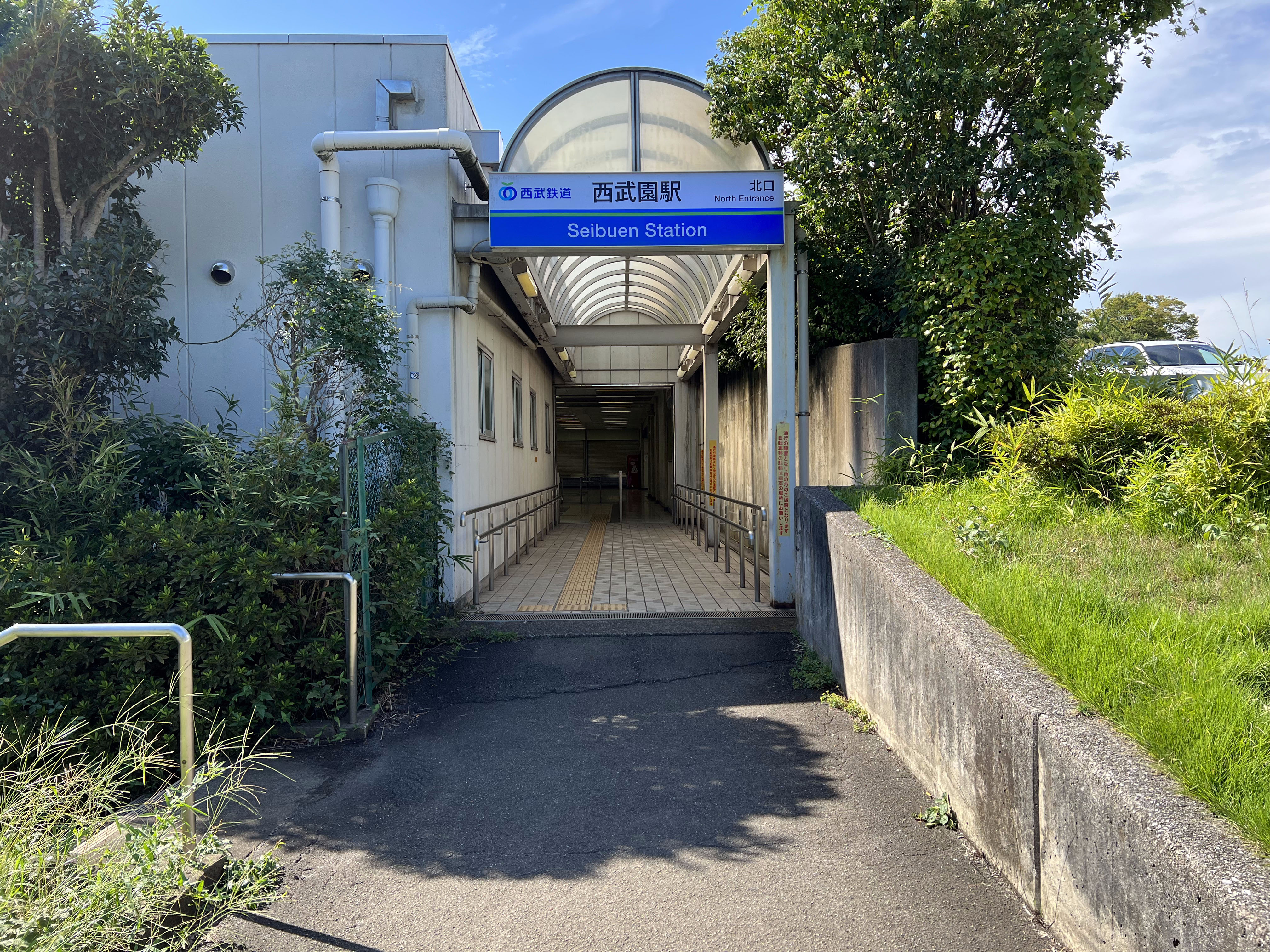
北口東側（2023年9月10日）
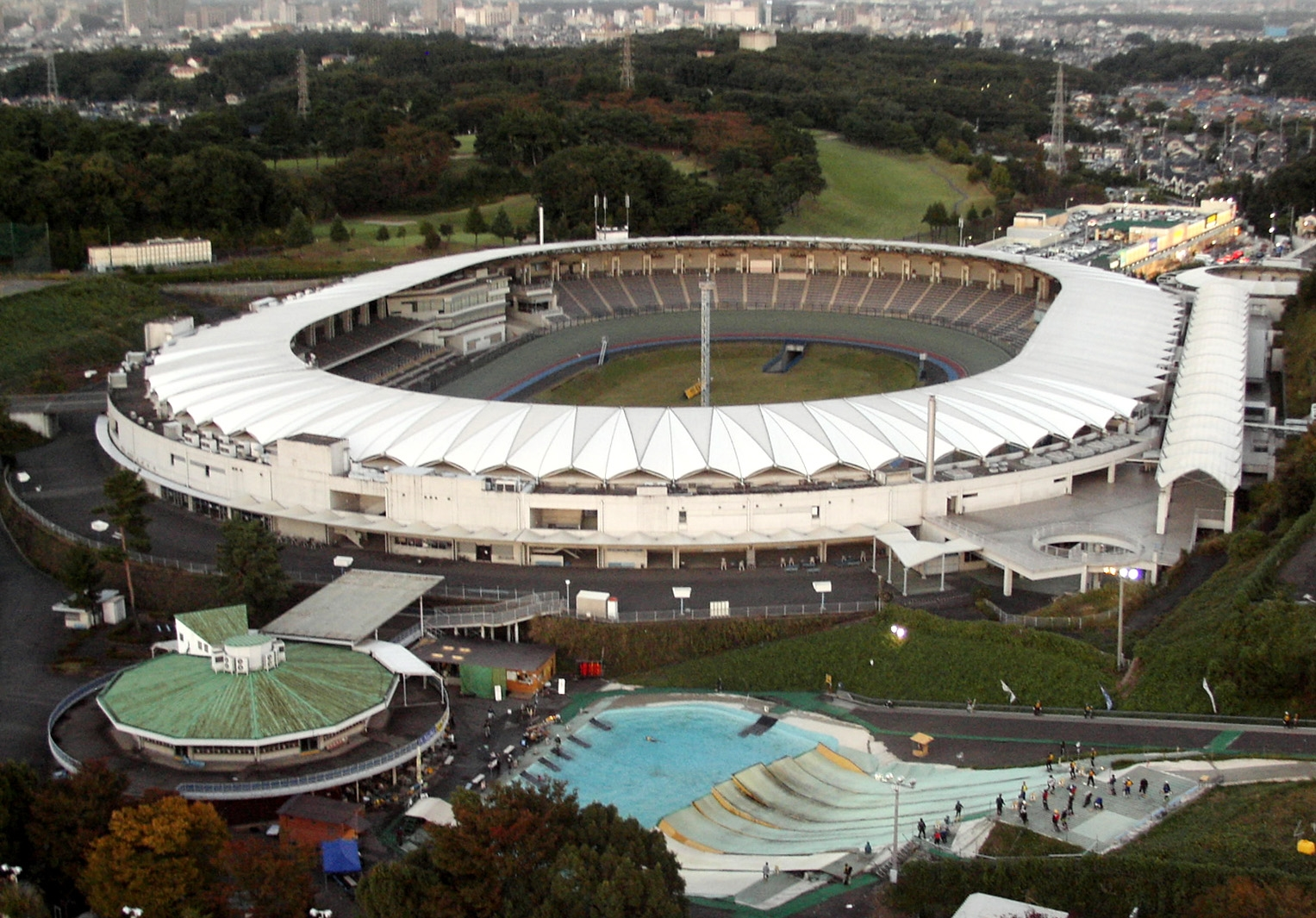
西武園競輪場

### のりば
| ホーム | 路線     | 行先                 | 備考                                                            |
| ------ | -------- | -------------------- | --------------------------------------------------------------- |
| 1 - 3  | 西武園線 | 東村山（国分寺）方面 | 国分寺方面は東村山でのりかえ 平常ダイヤでは2・3番ホームのみ使用 |

## 利用状況
2023年度の1日平均の乗降人員は3,209人であり、西武鉄道全92駅中81位。
近年の1日平均乗降・乗車人員の推移は下記の通り。
| 年度               | 1日平均 乗降人員 | 1日平均 乗車人員 | 出典     |
| ------------------ | ---------------- | ---------------- | -------- |
| 1956年（昭和31年） |                  | 1,383            | [ * 1 ]  |
| 1957年（昭和32年） |                  | 1,395            | [ * 2 ]  |
| 1958年（昭和33年） |                  | 1,526            | [ * 3 ]  |
| 1959年（昭和34年） |                  | 1,347            | [ * 4 ]  |
| 1960年（昭和35年） |                  | 1,429            | [ * 5 ]  |
| 1961年（昭和36年） |                  | 1,643            | [ * 6 ]  |
| 1962年（昭和37年） |                  | 1,872            | [ * 7 ]  |
| 1963年（昭和38年） |                  | 2,232            | [ * 8 ]  |
| 1964年（昭和39年） |                  | 2,500            | [ * 9 ]  |
| 1965年（昭和40年） |                  | 2,637            | [ * 10 ] |
| 1966年（昭和41年） |                  | 2,626            | [ * 11 ] |
| 1967年（昭和42年） | 5,943            | 2,878            | [ * 12 ] |
| 1968年（昭和43年） | 6,395            | 2,936            | [ * 13 ] |
| 1969年（昭和44年） | 7,104            | 3,248            | [ * 14 ] |
| 1970年（昭和45年） | 6,174            | 3,045            | [ * 15 ] |
| 1971年（昭和46年） | 5,533            | 3,134            | [ * 16 ] |
| 1972年（昭和47年） | 6,064            | 3,454            | [ * 17 ] |
| 1973年（昭和48年） | 6,625            | 3,645            | [ * 18 ] |
| 1974年（昭和49年） | 6,783            | 3,655            | [ * 19 ] |
| 1975年（昭和50年） | 6,847            | 3,702            | [ * 20 ] |
| 1976年（昭和51年） | 6,910            | 3,676            | [ * 21 ] |
| 1977年（昭和52年） | 7,099            | 3,797            | [ * 22 ] |
| 1978年（昭和53年） | 7,023            | 3,682            | [ * 23 ] |
| 1979年（昭和54年） | 6,969            | 3,535            | [ * 24 ] |
| 1980年（昭和55年） | 6,769            | 3,440            | [ * 25 ] |
| 1981年（昭和56年） | 6,707            | 3,414            | [ * 26 ] |
| 1982年（昭和57年） | 6,097            | 3,099            | [ * 27 ] |
| 1983年（昭和58年） | 6,432            | 3,262            | [ * 28 ] |
| 1984年（昭和59年） | 6,872            | 3,482            | [ * 29 ] |
| 1985年（昭和60年） | 6,637            | 3,391            | [ * 30 ] |
| 1986年（昭和61年） | 6,679            | 3,443            | [ * 31 ] |
| 1987年（昭和62年） | 6,419            | 3,337            | [ * 32 ] |
| 1988年（昭和63年） | 6,843            | 3,377            | [ * 33 ] |
| 1989年（平成元年） | 6,864            | 3,294            | [ * 34 ] |
| 1990年（平成02年） | 7,122            | 3,404            | [ * 35 ] |
| 1991年（平成03年） | 7,064            | 3,348            | [ * 36 ] |
| 1992年（平成04年） | 6,569            | 2,988            | [ * 37 ] |
| 1993年（平成05年） | 6,524            | 2,921            | [ * 38 ] |
| 1994年（平成06年） | 6,125            | 2,754            | [ * 39 ] |
| 1995年（平成07年） | 5,441            | 2,552            | [ * 40 ] |
| 1996年（平成08年） | 5,123            | 2,601            | [ * 41 ] |
| 1997年（平成09年） | 4,854            | 2,600            | [ * 42 ] |
| 1998年（平成10年） | 4,037            | 2,436            | [ * 43 ] |
| 1999年（平成11年） | 3,900            | 2,327            | [ * 44 ] |
| 2000年（平成12年） | 3,916            | 2,321            | [ * 45 ] |
| 2001年（平成13年） | 3,936            | 2,298            | [ * 46 ] |
| 2002年（平成14年） | 3,907            | 2,233            | [ * 47 ] |
| 2003年（平成15年） | 4,095            | 2,355            | [ * 48 ] |
| 2004年（平成16年） | 4,216            | 2,430            | [ * 49 ] |
| 2005年（平成17年） | 4,095            | 2,336            | [ * 50 ] |
| 2006年（平成18年） | 4,101            | 2,323            | [ * 51 ] |
| 2007年（平成19年） | 4,221            | 2,351            | [ * 52 ] |
| 2008年（平成20年） | 4,276            | 2,351            | [ * 53 ] |
| 2009年（平成21年） | 4,196            | 2,295            | [ * 54 ] |
| 2010年（平成22年） | 4,053            | 2,168            | [ * 55 ] |
| 2011年（平成23年） | 3,998            | 2,058            | [ * 56 ] |
| 2012年（平成24年） | 3,897            | 2,030            | [ * 57 ] |
| 2013年（平成25年） | 3,838            | 2,015            | [ * 58 ] |
| 2014年（平成26年） | 3,801            | 1,985            | [ * 59 ] |
| 2015年（平成27年） | 3,863            | 2,008            | [ * 60 ] |
| 2016年（平成28年） | 3,921            | 2,033            | [ * 61 ] |
| 2017年（平成29年） | 3,707            | 1,918            | [ * 62 ] |
| 2018年（平成30年） | 3,657            | 1,887            | [ * 63 ] |
| 2019年（令和元年） | 3,591            | 1,848            | [ * 64 ] |
| 2020年（令和02年） | 2,537            |                  |          |
| 2021年（令和03年） | 2,757            |                  |          |
| 2022年（令和04年） | 3,070            |                  |          |
| 2023年（令和05年） | 3,209            |                  |          |

## 駅周辺
当駅は西武園競輪場と西武園ゴルフ場の最寄り駅である。かつては近接して西武園ゆうえんち東口が存在したが、リニューアル工事に伴い2020年10月31日をもって閉鎖された。リニューアル後の同園入園口は1か所（山口線〈レオライナー〉西武園ゆうえんち駅最寄りのメインエントランス）に集約されたため、路程で1キロメートル以上離れることとなり、当駅からのアクセスは不便となっている。
当駅は東京都にあるが、駅のすぐ北側に都県境があり、西武園は埼玉県にある。
- 西武園競輪場
- 西武園ゴルフ場
- 松が丘 (所沢市)
- いなげや
- 西武園ゆうえんち - 臨時駐車場Bが当駅近くにある。
- 西武多摩湖線・山口線 多摩湖駅 - 近接するが、乗換駅とはされていない。
- 村山貯水池（多摩湖）
- 八国山緑地
- 正福寺
- 下宅部遺跡はっけんのもり
- 八国山たいけんの里

### バス路線
西武バス
- 所18 所沢駅西口行（松が丘中央経由）

市内循環バス「ところバス」
- 南路線吾妻循環
  - 保健センター行（左回り：吾妻まちづくりセンター・所沢駅西口経由、右回り：下山口駅入口・西所沢駅入口・所沢駅西口経由の2系統）

## 駅名の由来
駅名の由来については不明な点が多い。西武園競輪場を含む各施設を総称した「西武園」の名に因むと解釈するのが妥当なところであるが、駅の開業時にはこの一帯は「東村山文化園」を称し、競輪場も「村山競輪場」を名乗っていて、「西武園」の名はどこにもなかった。当駅以外で「西武園」の名が登場するのは1951年（昭和26年）に一帯が「西武園」、1954年（昭和29年）に競輪場が「西武園競輪場」と改称されて以降のことで、なぜ駅のみ先行して「西武園」とされたのかは明らかでない。
ただし、公文書などによると、西武は当駅の設置申請書の中で「西武園競輪場」の名称を使用したり、競輪自体を「西武園競輪」の名前で開催しようとしたりしている。しかし、実際には文書の中で「西武園競輪場」を用いたのは申請側の西武だけで、認可側に当たる運輸省（現：国土交通省）の東京陸運局は認可状の中で「埼玉県営競輪場」と呼称して事実上無視し、「西武園競輪」は主催である埼玉県の反対に西武が折れ「村山競輪」に変更となっている。
これらの事情がどこまで当駅の名前と関係があるかはつまびらかではないが、当駅の開業前後に西武が駅名以外で「西武園」を使用することに対し、周囲からの理解や合意を得られなかった事実は注目に値する。

## 隣の駅
西武鉄道
 西武園線
■各駅停車
東村山駅 (SK05)  - 西武園駅 (SK06)

## 参考資料
- 野田正穂「西武鉄道と狭山丘陵開発 —東村山文化園から西武園へ—」（『東村山市史研究』第13号・東村山ふるさと歴史館、2004年3月）
- 運輸省編『西武鉄道（武蔵野鉄道）・昭和19-23年』（運輸省文書）
- 運輸省編『西武鉄道・昭和24-26年』（同上）